# Татаринов Костянтин Адріанович
Костянти́н Адріа́нович Тата́ринов (серпень 1921, Ростов-на-Дону — 2001, Львів) — професор, теріолог, палеонтолог, зоолог-фауніст, дослідник сучасної та викопної фауни хребетних Волино-Поділля та західних теренів України, член Ради Українського теріологічного товариства. Член Спілки журналістів.

## Життєпис
Народився в місті Ростові 29 серпня 1921 року, нині Російська Федерація.
1923[джерело?]—1941 — навчання в Києві.
З 1938 — студент Київського державного університету; з початком військових дій в Україні продовжив навчання в місті Майкопі, де тоді перебував в евакуації Одеський університет. Отримав диплом біолога.
У Другій світовій війні брав участь у складі мінометних частин, які воювали у Криму, Західній Україні, Угорщині, Чехії, отримавши 14 військових та пам'ятних нагород.

## Наукова кар'єра
Науково-педагогічна діяльність, до якої Татаринов повертається у 1947, значною мірою припадає на роботу у Львівському природознавчому музеї НАНУ, де працює до 1958. Костянтин Татаринов працює над створенням біогруп, обґрунтуванням доцільності створення звірівницьких господарств, будівництвом стаціонару «Полонина Пожижевська», врятуванням від знищення спецслужбами зібрання іноземної літератури та створенням колекції шкірок ссавців, зібранням колекцій викопних хребетних.Читає лекції із зоогеографії для студентів-географів Львівського університету. Після смерті К. А. Татаринова, його вдова (Валентина Іванівна Ожирельєва) передала колекцію викопних хребетних тварин Державному природознавчому музею НАН України.
1958—1963 — Костянтин Татаринов працює викладачем та завідувачем зоологічної кафедри Кременецького педагогічного інституту. В цей час організовано щорічні виїзні польові практики майбутніх викладачів біології, створено навчальні (музейні) колекції шкірок птахів та ссавців, розгорнуто спелеозоологічні дослідження, підготовлено та видано підручники «Хрестоматія з зоології» та «Зоологія хребетних», випущено низку наукових статей про викопних птахів, дрібних ссавців та дельфінів Поділля.
У 1963 Татаринов повертається до Львова та посаду доцента-лісівника Лісотехнічного інституту. Серед його випускників — фахівці А. Слободян, Б. Колісник, В. Гулай та інші.
Подальші дослідження фауни неоген-антропогенових хребетних Поділля та Прикартаття завершились захистом (1970) дисертації та виданням однойменної монографії (1973), а так само отриманням професорського звання (1973) та, за конкурсом, катедри біології Львівського медичного інституту (1973).
Робота завідувачем кафедри біології ЛМІ ознаменувались новим Зоологічним музеєм, новими навчальними курсами (зокрема, Генетика, Паразитологія, Еволюція систем органів), новими дипломниками, новою хвилею організаторської роботи (Мала академія наук), новим довідником «Біологія» для студентів медичних інститутів; надалі — написання нової книжки («Человек и мир зверей», 1980), продовження подорожей та поповнення мисливського досвіду, співавторство у зведеннях
З лютого 1986 р. працював у Львівському лісотехнічному інституті (кафедра лісівництва) та на курсах підвищення кваліфікації працівників Українського товариства мисливців та рибалок.

## Праці
Костянтин Татаринов видав понад 800 публікацій. Дві наукові монографії, участь у понад 10 монографічних зведеннях (зокрема, розділи про тваринний світ у серіалі «Природа областей»), 13 науково-популярних та 12 навчальних та методичних книжок, серед яких зведення «Звірі (а згодом — „Хребетні…“) західних областей України», підручник та хрестоматія з зоології хребетних, кілька довідників про печери Поділля та їх викопну і сучасну фауну, чотири підручники та довідники з мисливствознавства тощо.
Близько 260 друкарських аркушів популярно-наукових та навчально-методичних праць, тобто понад 6 тисяч друкованих аркушів, у тому числі посібники, довідники, зведення, підручники, путівники, енциклопедичні та суто наукові статті.
Монографії
- «Звірі західних областей України»
- «Фауна хребетних заходу України»

Статті
- К распространению и экологии саламандры в Северо-Восточных Карпатах. Наук. зап. Київ, ун-ту, т. IX, вип. 6. Київ, 1950.
- Біоценотичні фактори поширення степового тхора на заході УРСР. 36. праць зоомузею АН УРСР, № 25. Київ, 1952.
- Нарис фауни ссавців деревних насаджень району м. Львова. Наук. зап. Природознавчого музею ін-ту агробіології АН УРСР, т. II, Київ, 1952.
- Ондатра у верхів'ях Дністра і перспективи її використання. Наук. зап. Природознавчого музею Ін-ту агробіології АН УРСР, т. II. Київ, .,1952.
- Гризуни — шкідники сільськогосподарських культур західних і Закарпатської областей УРСР та методи боротьби з ними. Праці Ін-ту агробіології АН УРСР, т. І. Київ, 1963.
- До питання про біологію і поширення сірої полівки в Східних Карпатах. Праці Ін-ту агробіології АН УРСР, т. V. Київ, 1954.
- Карпаты как охотничий район. — В кн.: Охота на Украине. Киев, Сельхозгиз, 1954.
- К распространению и биологии снежной полевки в Восточных Карпатах. — Бюлл. Моск. о-ва испытан, природы отд. биолог., т. LIX, вып. I, 1954.
- Ондатра в західних областях УРСР і перспективи її використання.- 36.: Питання розвитку продуктивних сил західних областей УРСР. Київ, Вид-во АН УРСР, 1954.
- Щури звичайні у верхів'ях Дністра. Наук. зап. Львів, науково-природозиавчого музею АН УРСР, т. III. Київ, 1954.
- До питання про вертикальне поширення ссавців у Східних Карпатах. Наук. зап. природознавчого музею Львів, філіалу АН УРСР, т. IV. Київ, 1955.
- Елементи екології та шкідлива діяльність рудої лісової полівки в південно-західній частині України. Наук. зап. природознавчого музею Львів. філіалу АН УРСР, т. V. 1956.
- Создание заповедника — реальная возможность охраны карпатской фауны. Охрана природы в западных областях УССР, ч. 2, Львов, 1957.
- Анализ фауны грызунов Горного Крыма, Карпат и Балкан. Конф. по изучению флоры и фауны Карпат и прилегающих территорий. Киев, 1960.
- О фенологических наблюдениях над карпатской фауной наземных позвоночных животных. Труды фенологического совещания. Л., 1960.
- Питание сипухи Tyto alba (Scop.) и сонорных районах Пан-нонской низменности. Труды проблемных и тематических совет. ЗИН, вып. 9, Л., 1960.
- О роющей деятельности малой водяной полевки на субальпийских лугах Карпат.-«Зоолог, журн. АН СССР», т. XI, вып. 5, 1901.
- Плейстоценові і голоценові ссавці Кременецьких гір. Наук, зап. Кременецького педінституту, т. VII. Тернопіль, 1962.
- Питание сипухи во Львовской области. — Сб.: Орнитология, вып. 7. М., 1965.
- Вивчення, відтворення, раціональне використання і охорона фауни хребетних західних областей України. Охорона природи західних областей України. Львів, Вид-во Львів, ун-ту, 1966.
- Тваринний світ.- У кн.: Природа Українських Карпат. Львів. Вид-во Львів, ун-ту, 1968.
- К формированию синантропного образа жизни у некоторых птиц и млекопитающих на западе Украины. — Сб.: Синантропизация и доместикация животного населения. Изд-во МОИП, 1969.
- Наземные позвоночные г. Львова и его окрестностей. Докл. и сообщ. Львов, отдел, географич. о-ва. Львов, 1969.
- До екології та чисельності деяких мишовидних Страдчанського лісництва.- 36.: Лісівницькі дослідження на Розточчі. Львів, «Каменяр», 1972.

У співавторстві
- «Заповедники Украины и Молдавии» (1987)
- «Раціональне ведення мисливського господарства» (1987).

## Подорожі
Татаринов мандрував Радянським Союзом, Північною Африкою, Центральною Америкою, Західною Європою.